# Internmedicin
Internmedicin eller invärtes medicin, tidigare kallat allmän internmedicin, på svenska i Finland ofta inre medicin, är den medicinska specialitet som sysslar med sjukdomar i kroppens inre organ. Internmedicin är en slutenvårdsspecialitet och skall ej förväxlas med allmänmedicin som betecknar läkare som arbetar exempelvis på vårdcentraler. Eftersom sjukvården blir alltmer specialiserad är det svårt att definiera en internmedicinsk patientgrupp. Det är snarast en allmänkompetens som behandlar multisjuka patienter som är intagna på sjukhusens medicinavdelningar och akutmottagningar. 
Internmedicin har subspecialiteterna hematologi, kardiologi, nefrologi, gastroenterologi, endokrinologi, lungmedicin och allergologi. Akutsjukvård är sedan 1 maj 2015 en egen enskild basspecialitet. Reumatologi och infektionssjukdomar är också enskilda basspecialiteter medan neurologi är en neurologisk specialitet.
En internmedicinare som är kardiolog kan ofta ta hand om en patient med till exempel en blodsjukdom som kommer in på kvällen eller natten, men dagen därpå rådfrågas internmedicinkollegan som är hematolog om den fortsatta behandlingen och vice versa.